# Sozialwissenschaftliche Aspekte des Klimawandels
Sozialwissenschaftliche Aspekte des Klimawandels betreffen psychosoziale Ursachen und Folgen der globalen Erwärmung. Im Zentrum sozialwissenschaftlichen Interesses stehen beispielsweise Fragen in Bezug auf Risikowahrnehmung, Informationsverarbeitung, Einstellung, Kommunikation und Konsumverhalten, aber auch die psychischen und gesellschaftlichen Auswirkungen des Klimawandels. Mit diesen Fragestellungen befassen sich unter anderem die Psychologie (insbesondere die Kognitionspsychologie, Umweltpsychologie und die Sozialpsychologie), die Kommunikationswissenschaften, die Soziologie und die Wirtschaftswissenschaften.

## Geschichte
Im Jahr 2009 thematisierte der Präsident der American Psychological Association (APA), Alan Kazdin, in seiner Presidential Address das Thema Psychologie und globale Umweltprobleme. Die globale Erwärmung und verwandte Probleme würden zu ihrer Lösung multiple Strategien von verschiedenen Disziplinen benötigen. Die Psychologie könne dabei einen wesentlichen Beitrag leisten.
In diesem Kontext hatte die APA eine Arbeitsgruppe zum Thema Psychologie und Klimawandel („Task Force on the Interface Between Psychology and Global Climate Change“) gegründet, die 2009 einen Bericht zum aktuellen Forschungsstand veröffentlichte. Beschrieben wird darin der Forschungsstand in den folgenden Bereichen:
- Wahrnehmung und Verständnis des Klimawandels und damit verbundener Risiken,
- der menschliche Beitrag zum Klimawandel und seine psychischen Ursachen,
- psychosoziale Auswirkungen des Klimawandels,
- Anpassung an den Klimawandel,
- psychische Barrieren, die Verhaltensänderungen zur Begrenzung des Klimawandels behindern.

Im Jahr 2011 wurden von der APA eine Resolution zu dem Thema, sowie eine Sonderausgabe der Fachzeitschrift American Psychologist zum Thema Psychologie und Klimawandel („Psychology and Global Climate Change“) veröffentlicht.

## Ursachen der globalen Erwärmung
Menschliches Verhalten ist mit extrem hoher Wahrscheinlichkeit die Hauptursache der aktuellen globalen Erwärmung. Menschliche Aktivitäten wie das Verbrennen fossiler Energieträger, Zementproduktion oder veränderte Landnutzung führen unter anderem zu einem Anstieg der Konzentration von Treibhausgasen (wie z. B. Kohlenstoffdioxid) in der Erdatmosphäre, was über eine Veränderung des Strahlungsantriebs der Erde seit Beginn der Industrialisierung zu steigenden globalen Temperaturen führte und führt.
Der menschliche Einfluss auf die natürliche Umwelt, z. B. durch Treibhausgasemissionen, ist verschiedenen Modellen zufolge wesentlich beeinflusst durch den Pro-Kopf-Konsum und die Bevölkerungszahl. So weisen etwa Länder mit größerem Pro-Kopf-Konsum und höherer Bevölkerungszahl höhere CO2-Emissionen auf. Sowohl das Konsumverhalten als auch die Bevölkerungszahl werden wiederum durch psychologische und gesellschaftliche Faktoren beeinflusst.S. 29 ff.
Klimaforscher weisen darauf hin, dass es zur Vermeidung einer Entwicklung hin zu einem Treibhausklima notwendig ist, sowohl die Bevölkerungszahl zu begrenzen als auch den Konsum pro Kopf nachhaltig auszugestalten, und dies vor allem in denjenigen Bevölkerungsgruppen, die einen hohen Verbrauch pro Kopf aufweisen. |

### Pro-Kopf-Konsum
Konsum kann unterschiedlich definiert werden, z. B. monetär-ökonomisch (Menge des ausgegebenen Geldes), oder auch in Form des Einflusses auf die Umwelt. Die Task Force on the Interface Between Psychology and Global Climate Change postulierte ein Modell mit sechs Ebenen, um Klimawandel-relevante Prädiktoren und Konsequenzen des Konsumverhaltens darzustellen.
- Ebene 5: Kontext
  - Institutionell (physikalische Infrastruktur, z. B. Städtebau; Gesetze und Regeln; Medien und Werbung)
  - Sozial und kulturell (soziale Normen; direkter sozialer Kontakt mit klimarelevanten Einflussfaktoren; Strukturen von Familien, Organisationen und Gemeinden)
  - Physikalisch (klimarelevante Charakteristiken des Wohnortes, z. B. Temperatur)
- Ebene 4: Individuelle Faktoren
  - Demographische Faktoren (Alter; Einkommen; Größe des Haushalts)
  - Psychologische Faktoren (intrapersonelle Faktoren, z. B. Bedürfnisse, Wünsche, Ziele; Ideologien, Glaubensinhalte, Einstellungen und Weltanschauungen bezüglich der Umwelt; Wahrnehmung sozialer Normen)
- Ebene 3: Ökonomischer Konsum
  - Verhalten von Organisationen (Einkauf von Gütern und Dienstleistungen; Investitionen in Ausrüstung, Produktionsstätten, und Distributionslogistik)
  - Verhalten von Individuen (Einkauf von Gütern und Dienstleistungen; Investitionen in Wohnen und Transport)
- Ebene 2: Auswirkungen auf die Umwelt
  - Verhalten von Organisationen (klimarelevante Charakteristiken des in Ebene 3 genannten Verhaltens)
  - Verhalten von Individuen (klimarelevante Charakteristiken des in Ebene 3 genannten Verhaltens)
- Ebene 1: Treibhausgasemissionen (Kohlenstoffdioxid, Methan, Distickstoffmonoxid)
- Ebene 0: Klimawandel (Änderung von Temperatur und Niederschlag, Meeresspiegelanstieg, Extremwetterereignisse)

#### Klassifikation des Konsumverhaltens
Es existieren verschiedene Klassifikationen des Konsumverhaltens. Die Klassifikation von Kempton et al. unterscheidet:
a) Investition in Ausstattung und Technologie
b) Management/Umgang damit
c) Intensität der Nutzung.
Dabei lassen sich jeweils folgende drei Bereiche unterscheiden:
1) Transport
2) Heizen und Kühlen von Gebäuden
3) Haushaltsgeräte und Elektronik.
Zudem kann unterschieden werden zwischen
- Verhalten mit direkter Auswirkung (z. B. Fahrrad- statt Autofahren) vs. Verhalten mit indirekter (und vom Konsumenten nicht direkt beeinflussbarer) Auswirkung auf die Umwelt (z. B. Abgabe recyclebaren Materials);
- Verhalten mit Auswirkung auf CO2-Emissionen vs. Verhalten, das die Absorption von Treibhausgas-Emissionen oder/und die Albedo der Erde beeinflusst (z. B. Abholzung von Waldflächen).

Ob Menschen sich bezüglich o. g. Verhaltensweisen engagieren, wird unter anderem durch die Wahrnehmung der Effektivität der verschiedenen Maßnahmen, sowie die aktuellen Möglichkeiten (z. B. finanzielle Ressourcen) beeinflusst. Investitionen (z. B. Wärmedämmung von Gebäuden) erfordern meist nur eine einmalige Aktion und sparen üblicherweise mehr Energie ein als kontinuierliches Management- oder Nutzungsverhalten, sind jedoch mit größeren finanziellen und anderen Hindernissen verbunden. Unklar ist bislang, ob das Engagement in eine Art von umweltfreundlichem Verhalten das Engagement in eine andere Art von umweltfreundlichem Verhalten steigert.

#### Individuelle Faktoren des Konsumverhaltens
Individuelle Faktoren des Konsumverhaltens (Ebene 4 des o. g. Modells) können differenziert werden in
- Fähigkeit (beeinflusst z. B. durch Einkommen, Wissen, körperliche und geistige Gesundheit) und
- Motivation (beeinflusst z. B. durch finanzielle Anreize, Weltanschauung, Bedürfnisse, Wünsche, Ziele, Ideologien, Glaubensinhalte).

Aspekte der Fähigkeit als auch der Motivation sind unter anderem durch den Kontext bzw. das Umfeld des Einzelnen (Ebene 5) beeinflusst (z. B. Weltanschauung durch ethnische Gruppenzugehörigkeit, Einkommen durch das Geschlecht usw.).

#### Kontextfaktoren des Konsumverhaltens
Kontextfaktoren (Ebene 5 des o. g. Modells) für individuelles Konsumverhalten können unter anderem sein: herrschende Klimaverhältnisse, Infrastruktur, Gesetze und Regularien, Marketing und Verfügbarkeit von Waren, sowie soziale und kulturelle Normen, insbesondere Konsumerismus. Konsumerismus ist nach Zhao und Belk (2008) ein Glaubens- und Wertsystem, bei dem Konsum- und Anschaffungs-Rituale (z. B. Einkaufen) zu Quellen der Selbst-Identität und des Lebenssinns geworden sind und für nicht-funktionelle Zwecke wie Neiderregung und Statussuche eingesetzt werden, und der Konsum zum Schlüsselfaktor für menschliche Beziehungen wurde (anstelle der Produktion). Konsumerismus kann zwar grundlegende psychologische Bedürfnisse befriedigen, führt aber auch zu Entscheidungen, die zum Klimawandel beitragen. Hierzu gibt es jedoch bislang nur wenig Forschung.
Die Kultur kann über die Wahrnehmung, was notwendig ist und was Luxus, den Konsum beeinflussen. Beispielsweise glaubten im Jahr 1996 32 % der Amerikaner, dass ein Mikrowellenherd notwendig sei, im Jahr 2006 68 %. Dabei ist die wahrgenommene Notwendigkeit je nach demographischer Gruppe (v. a. der Einkommensklasse) unterschiedlich. Menschen mit mehr Einkommen erachten gewöhnlich mehr Dinge als „notwendig“ (wie z. B. einen Wäschetrockner, eine Klimaanlage, einen Fernseher etc.).
Wahrscheinlich spielen kulturell bedingte Bezugspunkte eine Rolle für die Etablierung der Einschätzung, was notwendig ist und was nicht. Wird beispielsweise ein bestimmtes Konsumniveau als normal angesehen, wird ein geringerer Konsum als ungenügend wahrgenommen. Reduktionen unter diesen Bezugspunkt würden als Verluste wahrgenommen, und nicht als Zugewinn verglichen mit dem Zustand der Besitzlosigkeit („Reference Prospect Theory“). Darüber hinaus führen Aufwärtsvergleiche mit Menschen, die viel konsumieren (die „Reichen und Berühmten“), oft dazu, dass man mehr konsumiert und sich selbst als vergleichsweise unterprivilegiert wahrnimmt („Relative Deprivation Theory“).
Die Kultur kann auch reale Bedürfnisse schaffen. Produkte, die früher Luxus waren, wie z. B. Autos, sind inzwischen – u. a. aufgrund der Entwicklung menschlicher Siedlungen – für manche Menschen zur Notwendigkeit geworden (etwa, um Nahrung zu beschaffen oder zur Arbeit zu kommen).
Eine kulturelle Eigenschaft, die den Konsum beeinflusst, ist zudem die Wahrnehmung von Zeit. Die Zeitwahrnehmung ist unterschiedlich in verschiedenen Kulturen, und beeinflusst unter anderem Normen für menschliche Interaktionen. Eine auf die zukünftige Zeit gerichtete Perspektive – wie sie in der westlichen Kultur üblich ist – ist einerseits mit einer Beschäftigung mit Umweltschutz und Nachhaltigkeit verbunden. Andererseits baut die westliche Kultur zu einem großen Teil darauf auf, Zeit als Ressource einzusetzen, die auf Kosten natürlicher Ressourcen maximiert wird. Energie wird dazu eingesetzt, die Effizienz zu erhöhen (z. B. Zeit einzusparen, die man für eine bestimmte Aufgabe benötigt) und die Zeit „auszudehnen“, so dass Aktivitäten rund um die Uhr möglich sind. Eine Studie von Tim Kasser und Kollegen ergab, dass Menschen, die weniger Stunden pro Tag arbeiten (und dadurch mehr Zeit zur Verfügung haben), sich ökologisch nachhaltiger verhalten. Dieselbe Arbeitsgruppe kam zu dem Ergebnis, dass Menschen, die freiwillig ihren Konsum reduzierten (z. B. durch Reparieren, Wiederverwenden, Teilen und eigene Herstellung, z. B. Anbau von Gemüse), glücklicher waren und ökologisch nachhaltiger lebten als der amerikanische Durchschnittsbürger. Diese Verhaltensänderungen in relevantem Ausmaß umzusetzen, wird aber voraussichtlich einen kulturellen Wandel bezüglich der Bedürfniswahrnehmung, der Bewertung der Zeit und deren Nutzung erfordern.

### Bevölkerungszahl
Die Größe der Weltbevölkerung ist in den vergangenen 100 Jahren exponentiell angestiegen, wobei die Zuwachsrate in verschiedenen Regionen sehr unterschiedlich ist, mit den höchsten Zuwachsraten in Afrika. Gleichzeitig hat Afrika die niedrigsten Pro-Kopf-CO2-Emissionen weltweit. Während in den USA die Anzahl der Personen pro Haushalt abnimmt, verbrauchen die einzelnen Haushalte zunehmend mehr Energie. Der Zusammenhang zwischen Populationszahl bzw. -zuwachs und CO2-Emissionen ist somit nicht linear.
Geburten- und Sterbeziffern werden beeinflusst von individuellen und kulturell-religiösen Ansichten, Geschlechterrollen (z. B. Bildung und Berufstätigkeit der Frau), und Ansichten über individuelle vs. staatliche Geburtenkontrolle und Familienplanung (ab welchem Alter man Kinder bekommt, wie viele Kinder man haben sollte, in welchem Abstand, erwünschtes Geschlecht des Kindes). Zudem spielen das Gesundheitssystem, Kindersterblichkeit bzw. die Lebenserwartung eine Rolle. Studien zeigten, dass Frauen oft mehr Kinder bekommen als sie möchten. Dies ist beeinflusst durch Normen (z. B. örtliche Normen bezüglich der Familiengröße, der Akzeptanz von Empfängnisverhütung und Abtreibung, dem Wert der Frauenbildung), Politik (z. B. Zugang zu Empfängnisverhütungsmitteln, Abtreibung und medizinischer Nachsorge), und Gesetze (z. B. Beschränkung der erlaubten Kinderzahl, finanzielle Anreize bei höherer Kinderzahl). Zudem spielen gesellschaftliche Ansichten über die Populationsgröße eine Rolle (z. B. Befürchtung einer ungünstigen Altersstruktur bei einer abnehmenden Zahl junger Menschen). Der Nutzen des Populationszuwachses für das Individuum bzw. einzelne Länder, bei gleichzeitigem Schaden für die (menschliche und ökologische) Gemeinschaft, kann als Commons-Dilemma beschrieben werden. Ob ein Individuum in einem Commons-Dilemma dem eigenen Nutzen oder den Kosten für die Gruppe mehr Aufmerksamkeit schenkt, hängt wiederum von vielen kulturellen und psychologischen Faktoren ab.

## Aufrechterhaltende Faktoren

### Einfluss von Wahrnehmungsprozessen auf die Risikoeinschätzung
Die öffentliche Bereitschaft zum Klimaschutz ist stark beeinflusst von der Wahrnehmung der mit dem Klimawandel verbundenen Risiken.
Klimatische Veränderungen können – im Gegensatz zum Wetter – durch persönliche Erfahrung jedoch nur sehr schwer wahrgenommen werden. Dies liegt daran, dass das Klima und dessen Änderung durch statistische Durchschnittswerte und Varianzen, z. B. von Temperatur und Niederschlägen über einen längeren Zeitraum von mehreren Jahrzehnten (ein häufiger Richtwert sind 30 Jahre) beschrieben werden. Menschen unterscheiden häufig nicht zwischen Klima und Wetter, überinterpretieren einzelne Wetterereignisse oder erkennen längerfristige Veränderungen nicht, und Erinnerungen können fehlerhaft sein. Zudem wird die natürliche Variabilität des Klimas (etwa einhergehend mit dem El-Niño-Phänomen oder der Pazifische Dekaden-Oszillation) in der Regel stärker wahrgenommen als langfristige klimatische Änderungen.
Aufbauend auf der Evolutionstheorie entwickelten Robert Ornstein und Paul R. Ehrlich 1989 die Hypothese, dass das Gehirn des Menschen an die Gefahren des Pleistozäns angepasst ist, nicht aber an jetzt erstmals in der Menschheitsgeschichte auftretende globale Gefahren wie den Klimawandel.
Forschungsergebnisse deuten darauf hin, dass Risikowahrnehmungen genausosehr oder sogar stärker von assoziativen bzw. affektiven als von analytischen Prozessen beeinflusst sind. Gewöhnlich laufen beide Prozesse (assoziativ und analytisch) parallel. Stehen die beiden Prozesse (Wahrnehmungen) jedoch im Widerspruch, setzt sich in der Regel das assoziativ-affektive System durch (z. B. bei Angststörungen). Dies scheint im Falle der globalen Erwärmung der Fall zu sein, wobei das analytische System darauf hinweist, dass eine ernsthafte Bedrohung vorliegt, das affektive System jedoch kein Warnsignal sendet.
Ein wiederholt beobachtetes Phänomen ist auch der „Local Warming“-Effekt. Demnach hängen Einschätzungen zum Klimawandel davon ab, ob die lokale Tagestemperatur wärmer oder kälter ist als üblich. Dies kann unter anderem dadurch erklärt werden, dass Menschen bei der Urteilsbildung statt schwerer zugänglichen, aber relevanteren Informationen (wie objektiven Daten zur Globalen Erwärmung) eher leicht zugängliche, aber weniger relevante Informationen (wie die aktuelle Tagestemperatur) nutzen. So gibt es Hinweise darauf, dass die aktuelle Temperatur verstärkt Erinnerungen an Tage mit ähnlichen Temperaturen auslöst (Salienz), was zu einer Überschätzung von deren Häufigkeit führt.

### Kommunikation über den Klimawandel
Die meisten Menschen beziehen Informationen über den Klimawandel aus (oft vereinfachenden) Medienberichten, politischen Debatten, sowie sozialen Interaktionen mit Familienmitgliedern, Freunden und Arbeitskollegen. Ein häufiges Problem in der öffentlichen Kommunikation zum Klimawandel stellt die Tatsache dar, dass wissenschaftliche Untersuchungsergebnisse naturgemäß komplex sind und statistische Irrtumswahrscheinlichkeiten beinhalten. Während zu komplexe Darstellungen das Risiko beinhalten, dass das Forschungsergebnis von Nicht-Wissenschaftlern als zu „unsicher“ interpretiert und nicht entsprechend rezipiert wird, können zu vereinfachende Darstellungen zur Infragestellung des Ergebnisses, etwa von Seiten von sog. Klimaskeptikern, führen.
Der Wissenschaftshistorikerin Naomi Oreskes zufolge gibt es drei Hauptgründe dafür, dass es Wissenschaftlern schwerfällt, der Öffentlichkeit den Forschungsstand zum Klimawandel zu vermitteln: Erstens seien Wissenschaftler stark an Details interessiert, die teils nicht leicht zu erklären seien, auch wenn das Gesamtbild klar sei. Zweitens gebe es „eine vorsätzliche, organisierte und oft hochgradig orchestrierte Desinformationskampagne, die darauf abzielt, öffentliches Misstrauen bezüglich der Wissenschaft zu schaffen“. Drittens hätten Wissenschaftler lange gedacht, dass es ausreichend sei, wenn sie forschten, Politikern und Wirtschaftsführern die Fakten erläuterten und diese dann entsprechend handelten.

### Operante Lernprozesse
Zudem spielen auch Prozesse des operanten Lernens eine Rolle, wonach kurzfristige Ereignisse verhaltenswirksamer sind als erst viel später eintretende Ereignisse. Das ist nützlich in einer sich schnell ändernden Umgebung, die sich beispielsweise mit den Jahreszeiten oder anderen Zyklen ändern. Seltene Ereignisse beeinflussen dabei Entscheidungen weniger, als nach ihrer Auftretenswahrscheinlichkeit angemessen wäre. Treten seltene Ereignisse jedoch tatsächlich ein, sind sie verhaltenswirksamer, als es ihre Auftretenswahrscheinlichkeit nahelegt.
Da die unmittelbar erlebbaren Folgen der globalen Erwärmung in naher Zukunft in den meisten Regionen der Welt eher gering sein werden, wird auch die persönliche Risikoeinschätzung der meisten Menschen eher gering ausfallen. Sogar Menschen, deren Lebensunterhalt vom Wetter abhängt (wie z. B. Fischer oder Landwirte), werden vermutlich nicht genügend Feedback durch ihre persönliche Erfahrung erhalten, um hinsichtlich der globalen Erwärmung alarmiert zu sein. Umfragen in Alaska und Florida (deren Bewohner zunehmend durch Extremwetterereignisse betroffen sind) zeigten allerdings, dass das persönliche Erleben solcher Ereignisse die Bedenken und Bereitschaft zu Handeln deutlich erhöht. Da Klimawissenschaftler mehr mit dem Thema befasst sind und mehr über die zugrundeliegenden Methoden der Informationsgewinnung wissen, sind sie generell besorgter über mögliche schwere Auswirkungen des Klimawandels als Durchschnittsbürger oder Regierungsbeamte. Nur wenige Personen in den USA sehen den Klimawandel als unmittelbares Risiko, und stufen ihn tendenziell als weniger wichtig ein als andere soziale Probleme, wie z. B. den Terrorismus oder die Wirtschaftslage.

### Kontrollerleben und wahrgenommene Dringlichkeit
Das Gefühl der Kontrolle über die Situation sowie die wahrgenommene Dringlichkeit spielen eine Rolle, ob eine Person handelt oder nicht. Wahrgenommene hohe Kontrolle und geringe Dringlichkeit können zu mangelnder Angst vor der Gefahr und somit zum Nicht-Handeln führen. Andererseits kann das Gefühl mangelnder Kontrolle über die globale Erwärmung auch zur Verleugnung der Gefahr führen.

### Kosten-Nutzen-Einschätzungen bezüglich zukünftiger Ereignisse
Die meisten Folgen der globalen Erwärmung (und somit der Nutzen von Klimaschutzmaßnahmen) liegen viele Jahre in der Zukunft, und dazu oft in geografischer Entfernung. Die Kosten des Handelns (z. B. Klimaschutzmaßnahmen) fallen aktuell an, der Nutzen liegt jedoch weit in der Zukunft und wird somit als unsicher wahrgenommen. Ökonomen diskontieren gewöhnlich in der Zukunft liegende Ereignisse; subjektive Entscheidungen weichen jedoch oft von der rational-ökonomischen Diskontierung ab.
Trope und Liberman (2003) gehen in ihrer Construal Level Theory davon aus, dass Vorstellungen von zukünftigen Ereignissen unterschiedlich „konstruiert“ bzw. repräsentiert werden, je nachdem, ob sie näher oder ferner in der Zukunft liegen. Weiter entfernt liegende Ereignisse (z. B. eine Überflutung einer Küstenregion in 30 oder 50 Jahren) werden abstrakt, in naher Zukunft liegende Ereignisse (z. B. ein für den nächsten Tag vorhergesagter Sturm) dagegen konkreter repräsentiert. Dabei fehlt bei abstrakten Vorstellungen die emotionale Bedeutung (z. B. Furcht), die mit konkreten Vorstellungen (der Folgen aktueller Ereignisse) verbunden sind. Daraus folgen verschiedene Probleme der Selbstkontrolle, wie z. B. Ungeduld und Impulsivität bei nicht unmittelbar verfügbaren Belohnungen oder das Aufschieben unangenehmer Tätigkeiten. Klimaschutzmaßnahmen dagegen erfordern es, unmittelbare und konkrete Vorteile zugunsten längerfristiger Ziele zu opfern. Die starken negativen Emotionen, die mit den unmittelbaren Kosten und Opfern verbunden sind, können dabei zu ökologisch schädlichen Konsumentscheidungen und Handlungen führen.
Dieser Effekt kann jedoch dadurch beeinflusst werden, wie Menschen über ihren Konsum nachdenken. Wenn Personen gefragt werden, einen geplanten Konsum aufzuschieben, produzieren sie gewöhnlich zuerst Argumente für den Status quo (sofort konsumieren), und erst danach Argumente dagegen (später konsumieren) – wobei die zuerst generierten Argumente die nachfolgenden beeinflussen. Weber et al. konnten die Entscheidung „sofortiger vs. späterer Konsum“ dadurch beeinflussen, dass sie die Personen dazu brachten, zuerst Argumente für den Konsumaufschub zu produzieren, und erst danach Argumente für sofortigen Konsum. Typischerweise wird die Entscheidung, worüber zuerst nachgedacht wird, durch soziale Normen und/oder positive oder negative affektive Reaktionen auf die zur Wahl stehenden Optionen beeinflusst. So fanden Hardisty et al. (2009), dass 65 % der befragten Republikaner bereit waren, eine CO2-Emissionsreduktionsgebühr zu bezahlen, wenn diese „Carbon Offset“ (CO2-Ausgleich) genannt wurde. Wurde diese Gebühr dagegen als „Carbon Tax“ (CO2-Steuer) betitelt, waren nur noch 27 % zu Zahlung bereit. Diese Bezeichnung war bei dieser Gruppe mit unangenehmen körperlichen Reaktionen assoziiert, und es wurden zuerst Argumente produziert, die dagegen sprachen.

### Politische Orientierung
Der Mangel an Sorge über die Folgen der globalen Erwärmung ist stark mit der politischen Orientierung assoziiert, was ein Problem für die effektive Kommunikation über diese Risiken darstellt.

## Psychosoziale Folgen der globalen Erwärmung
Während die Folgen des Klimawandels für die körperliche Gesundheit bereits im vierten Sachstandsbericht des IPCC berücksichtigt wurden, wurden die Auswirkungen auf die psychische Gesundheit in der Forschungsliteratur bislang kaum diskutiert. Die meisten psychosozialen Auswirkungen werden nicht unmittelbarer, sondern eher langfristiger Natur sein, wie etwa die psychischen Auswirkungen von Ressourcenkonflikten oder hitzebedingter Gewalt. Hinzu kommt, dass die Folgen der globalen Erwärmung mit deutlich höherer Wahrscheinlichkeit Menschen mit niedrigerem sozioökonomischem Status treffen. Ob es zu psychischen Folgen kommt hängt von vielen Faktoren ab, unter anderem die örtliche Nähe der Klimawandel-assoziierten Ereignisse, die individuelle Vulnerabilität bzw. Resilienz, sozialen Normen, die „Umweltindentität“ des Betroffenen, kognitive Einschätzungen (z. B. von Risiken oder Verantwortung) oder Medienberichte.S. 42 ff.
Moderierenden Einfluss auf die Stärke bzw. Intensität psychosozialer Auswirkungen haben z. B.
- Nähe, d. h. das Ausmaß der persönlichen Betroffenheit
- Vulnerabilität bzw. Resilienz, d. h. die Fähigkeit, mit externen Stressoren umzugehen
- soziale Normen, wie z. B. die Annahme, dass sich die Gesellschaft an jegliche unangenehme Auswirkungen des Klimawandels anpassen wird

Mediierenden Einfluss auf die Stärke bzw. Intensität psychosozialer Auswirkungen haben z. B.
- Risikoeinschätzungen, z. B. die Einschätzung des persönlichen Risikos durch den Klimawandel
- mentale Modelle, z. B. kann die mentale Einordnung von Klimafolgen als unbeeinflussbare Wetterereignisse (statt als langfristige Klimaveränderung) zu Hoffnungslosigkeit und Resignation führen
- Medienberichte (als wichtige Informationsquelle), z. B. kann die Art der Berichterstattung z. B. zu Angst oder Passivität führen
- Angst, z. B. kann die Angst vor Umwelteinflüssen auch das körperliche Befinden beeinflussen

### Psychosoziale Folgen der globalen Erwärmung und ihrer längerfristigen Auswirkungen

#### Hitze und Gewalt
Craig Anderson kommt nach verschiedenen Studien zu dem Thema zu dem Schluss, dass es eine kausale Beziehung zwischen Hitze und Gewalt gibt. Feldstudien zeigten, dass in den USA im Sommer die Anzahl der Morde um 2,6 % ansteigt, und es in heißen Sommern zu mehr Morden kommt als in kühleren Sommern. Insgesamt sind Aggressionen und Gewalttaten (z. B. Misshandlungen, spontane Krawalle, Ehestreitigkeiten) an heißen Tagen, sowie in heißen Monaten, Jahreszeiten und Jahren häufiger als in kühleren.

#### Gruppenkonflikte
Es ist davon auszugehen, dass der Klimawandel zu Gruppenkonflikten führt. Abnehmende Ressourcen werden entweder dazu führen, dass zwei Gruppen um die restlichen verfügbaren Ressourcen konkurrieren, oder wenn zunehmende Umweltschäden eine Gruppe dazu zwingen, das eigene Territorium zu verlassen und in das Territorium der anderen Gruppe immigrieren, und dort um Recht und Besitz von Land konkurrieren. Ein Einfluss des Klimawandels auf zwischenstaatliche Kriege gilt aber aktuell als eher unwahrscheinlich. Der Zusammenhang zwischen Klimawandel und innerstaatlichen Gewaltkonflikten ist in der Forschung umstritten (siehe auch: Folgen der globalen Erwärmung). Im vierten Sachstandsbericht schätzte das IPCC, dass im Jahr 2030 42 % der Weltbevölkerung in Ländern mit unzureichender Wasserversorgung (für Landwirtschaft, Industrie und Haushalte) leben werden.

#### Umsiedlung
Der mit Umsiedlung verbundene Verlust des Zugehörigkeitsgefühls zu einem Ort kann ebenfalls zu einer Beeinträchtigung der psychischen Gesundheit führen, unter anderem durch den Verlust örtlicher und sozialer Bindungen. Dies kann zu Trauer, Angst, und Verlustgefühlen führen, insbesondere bei Personen mit starker Bindung an ihren Wohnort.

#### Reaktionen auf sozioökonomische Unterschiede und soziale Ungerechtigkeit
Das wachsende Bewusstsein, dass wirtschaftlich entwickelte Länder weitaus mehr zur Umweltkrise beigetragen haben als Entwicklungsländer, aber weniger davon betroffen sind, wird ebenfalls zu Spannungen zwischen diesen Gruppen sorgen. Eine Folge des Klimawandels wird vermutlich sein, dass der Unterschied zwischen Reichen und Armen (insbesondere ethnische Minderheiten) weiter ansteigt.

#### Auswirkungen der Urbanisierung
Verschiedene Studien zeigten zudem, dass der Aufenthalt in der Natur eine positive Auswirkung auf die psychische Gesundheit hat. Eine Studie bei Nutzern von Parkanlagen ergab, dass der Erholungswert umso größer war, je größer die Biodiversität der Grünanlage war. In einer anderen Studie berichteten Eltern von Kindern mit Aufmerksamkeitsdefizit-/Hyperaktivitätsstörung, dass ihre Kinder nach einem Aufenthalt in der Natur weniger Symptome zeigten als nach Aktivitäten in geschlossenen Räumen. Diese Ergebnisse lassen darauf schließen, dass reduzierte Möglichkeiten, sich in florierenden Ökosystemen aufzuhalten (wie etwa in unterprivilegierten städtischen Gegenden), sich ungünstig auswirken.

### Psychosoziale Folgen von persönlich erlebten Klimakatastrophen
Die sichtbarsten Folgen des Klimawandels sind Naturkatastrophen wie Wirbelstürme, Flutkatastrophen, Feuer, Dürre oder Tsunamis. Zu den psychischen Auswirkungen solcher regionaler Katastrophen, wie auch von technologischen Katastrophen (z. B. Atomunfälle) oder Umweltgefahren (z. B. Wohnen in der Nähe einer Giftmülldeponie), gibt es einiges an Forschung. Fritze et al. (2008) gehen davon aus, dass Katastrophen wie Extremwetterereignisse wahrscheinlich einen unmittelbaren Effekt auf die Prävalenz und Schwere psychischer Probleme und die Versorgungslage psychisch Kranker in den betroffenen Gebieten haben. Vulnerable Regionen sind anhaltenden Störungen der sozialen, ökonomischen und Umweltbedingungen ausgesetzt, die ansonsten die psychische und allgemeine Gesundheit stabilisieren.
Das persönliche Erleben von Naturkatastrophen kann psychologische Folgen haben, die mit Verlust, Schädigung, Umsiedlung o. ä. zusammenhängen. Dazu zählen unter anderem eine akute oder posttraumatische Belastungsstörung, oder andere stress-assoziierte Probleme wie komplizierte Trauer, Depression, Angststörungen, somatoforme Störungen, Substanzmissbrauch, höhere Raten von versuchtem oder vollendetem Suizid, erhöhte Raten von Kindesmissbrauch, sowie eine erhöhte Vulnerabilität bei Menschen mit vorbestehender psychischer Erkrankung.S. 42 ff.
Stein & Meyers (1999) beschrieben hinsichtlich der psychischen Reaktion auf Katastrophen verschiedene Phasen. Unmittelbar nach dem Ereignis können unter anderem Ungläubigkeit, Schock, Verleugnung oder Wut auftreten, aber auch altruistische Gefühle durch das Retten von Leben oder Eigentum. Emotionale Unterstützung und Zukunftsoptimismus können übergehen in Desillusionierung, intrusive Gedanken und Bilder, Ärger und Enttäuschung, wenn die Langzeitfolgen der Katastrophe deutlich werden. Diese Phase der Desillusionierung kann Monate bis Jahre dauern und ist meist mit einem erhöhten autonomen Erregungsniveau (i.S. einer Stressreaktion) sowie körperlichen und psychischen Beschwerden assoziiert (wie z. B. Kopfschmerzen, Fatigue, gastrointestinalen Symptomen, Symptomen einer posttraumatischen Belastungsstörung oder kardiologischen Problemen). Diese Stress-assoziierten Symptome, die mit wahrgenommenen oder tatsächlichen Umweltbedrohungen einhergehen, können lange anhalten. Studien nach dem Unfall im Kernkraftwerk Three Mile Island zeigten, dass Anwohner noch eineinhalb Jahre nach dem Unfall erhöhte Werte des Stresshormons Noradrenalin, sowie eine gewisse kognitive Beeinträchtigung aufwiesen. Der indirekte Stress infolge der Schädigung der Gemeinschaft bzw. sozialer Unterstützungs-Netzwerke kann für Jahre oder Jahrzehnte anhalten.

### Psychische Folgen der allgemeinen Bedrohung durch die globale Erwärmung
Zudem kann der Klimawandel als globale Umweltbedrohung zu emotionalem Stress und Zukunftsängsten führen. Emotionale Reaktionen sind ein wesentlicher Bestandteil der Informationsverarbeitung und haben einen direkten Einfluss auf die psychische und körperliche Gesundheit. Es wird angenommen, dass bestimmte starke emotionale Reaktionen, wie Angst, Verzweiflung, oder das Gefühl des Überwältigtseins oder der Machtlosigkeit, das Denken und Handeln beeinträchtigen können. So führen gut gemeinte Versuche, ein Gefühl der Dringlichkeit durch Angst vor Katastrophen etc. zu erzeugen, häufig zu Verleugnung, Lähmung, Apathie, oder zu Handlungen, die mehr schaden als nutzen.
Um dem entgegenzuwirken, ist es von Bedeutung, Menschen Handlungsmöglichkeiten aufzuzeigen.

#### Angst vs. angemessene Sorge
Hinsichtlich Angst und Sorge als Reaktion auf die globale Bedrohung muss unterschieden werden zwischen pathologischen Ängsten bzw. Sorgen und normalen, angemessenen Sorgen. In der Umweltmedizin wird „Umweltangst“ (engl. „environmental anxiety“) beschrieben als „zwanghafte und potentiell behindernde Sorge, die sich auf Risiken bezieht, die nicht wirklich bedrohlich sind“ (im Vergleich zu anerkannten Bedrohungen wie Autounfällen oder Rauchen). In Bezug auf den Klimawandel war bislang noch nicht eindeutig geklärt, was ein angemessenes Ausmaß an Sorge darstellt. In klinischer Hinsicht ist Angst ein auf die Zukunft bezogener emotionaler Zustand, verbunden mit körperlicher Erregung und einer Reihe kognitiver Reaktionen, unter anderem Hypervigilanz für mögliche Bedrohungen und ein hohes Maß an Angst und Panik. Sorge dagegen wird generell als ein normaler, adaptiver Vorgang beschrieben, dessen Hauptfunktion ist, sich auf den Umgang mit künftigen Bedrohungen vorzubereiten. Sorge kann jedoch auch pathologisch werden, wenn sie durch Angst beeinflusst ist und als unangemessen, beeinträchtigend und/oder unkontrollierbar erlebt wird. Eine Untersuchung von Verplanken und Roy (2013) ergab, dass habituelle ökologische Besorgtheit nicht mit pathologischen Sorgen assoziiert ist.
Die Diskussionen über die Folgen der globalen Erwärmung führen zu grundlegenden Fragen über die Nachhaltigkeit bzw. Dauer menschlichen Lebens und des bestehenden Ökosystems auf der Erde. Die Beschäftigung mit diesen Fragen kann nach Fritze et al. (2008) sowohl Gefühle der Verzweiflung als auch der Hoffnung in Hinsicht auf zukünftige Generationen hervorrufen, sowie das Erleben individueller oder kollektiver Bedeutung für die jetzt lebenden Menschen. Kidner (2007) beschrieb ein Verlust des Sicherheitsgefühls die Zukunft betreffend, erzeugt durch die Ungewissheit über das Wohlergehen und den Fortbestand der umfassenderen natürlichen Umwelt. Der Einfluss dieser Gefühle werde bisher unterschätzt, aufgrund der mangelnden Anerkennung subjektiver umweltbezogener Gefühle im traditionellen Forschungs- und Wirtschaftskontext. Macy und Brown (1998) postulierten verschiedene typische Barrieren, die Individuen davon abhalten, Gefühle und Bedenken im Zusammenhang mit Umweltzerstörung auszudrücken. Hierzu zählen zum Beispiel Ängste, als krank, unpatriotisch oder unwissend zu erscheinen.
Langford (2002) identifizierte verschiedene Reaktionen auf das Risiko des Klimawandels:
1. aktive Verleugnung, verbunden mit einer deutlichen Bevorzugung von Rationalität gegenüber Emotionen, sowie Intoleranz gegenüber der Unsicherheit wissenschaftlicher Aussagen
2. Desinteresse, verbunden mit externen Kontrollüberzeugungen und Fatalismus
3. Engagement, verbunden mit einer Vorliebe für Emotionen und Intuition, um Meinungen und Handlungen zu rechtfertigen, einem Gefühl von Empowerment und persönlicher Verantwortung, und dem Glauben an die Wirksamkeit gemeinschaftlichen Vorgehens.

Maiteny (2002) beschrieb drei Reaktionen auf chronische Angst, die sich auf ökologische und soziale Probleme bezieht:
1. eine unbewusste Verleugnungsreaktion, bei der Individuen Angst abwehren, indem sie durch anhaltendes bzw. gesteigertes materielles Konsumverhalten Belohnung suchen
2. ein „grünes Konsumverhalten“, das eine größere Sorge um die Umwelt umfasst, jedoch keine größeren Veränderungen im Lebensstil
3. ein erhöhtes Bewusstsein und Gefühle der Verbundenheit mit umfassenderen ökologischen und sozialen Prozessen, was dazu führt, dass das Individuum seinen Lebensstil ändert sowie Veränderungen und Bewusstheit bei anderen anregt.

#### Abstumpfung und Apathie
Als Reaktion auf Umweltprobleme spielen zudem Abstumpfung und Apathie eine Rolle. Nach Moser (2007) ist Abstumpfung eine sekundäre Reaktion, d. h. eine Folge der Realisierung des Umfangs der Bedrohung durch den Klimawandel und die wahrgenommene Unfähigkeit, etwas dagegen zu tun. Apathie dagegen sei eine primäre emotionale Reaktion, die verhindert, dass Individuen mehr über die Bedrohung lernen und informierter reagieren. Apathie entstehe möglicherweise durch das „Trommelfeuer“ an Neuigkeiten über verschiedene überwältigende Umwelt- und soziale Probleme sowie die Anforderungen des täglichen Lebens. Nach Lertzman (2008) ist aus psychoanalytischer Sicht die offensichtliche Apathie der Öffentlichkeit den Klimawandel betreffend tatsächlich eine Lähmung angesichts der Größe des Problems. Abwehrmechanismen wie Verleugnung und Spaltung würden eine Rolle spielen. Dabei könnte eine Apathie gegenüber Umweltthemen auch eine Funktion der Anpassung an existierende Bedingungen sein. Peter Kahn prägte 1999 den Begriff „Environmental Generational Amnesia“ (dt. etwa „Umwelt-Generationen-Amnesie“). Demnach tendieren Menschen dazu, ihre eigene Erfahrung als Vergleichswert für das Wohlergehen der Umwelt zu nehmen, und erkennen dabei nicht, dass der Zustand der Umwelt sich über Jahre bzw. Generationen verschlechtert hat.

#### Schuldgefühle
Schuldgefühle das eigene mangelnde Umweltschutzverhalten betreffend wurden in den Medien verschiedentlich als „Eco-Guilt“ („Öko-Schuld“) bezeichnet. Versuche, Menschen durch das Hervorrufen von Schuldgefühlen zu umweltrelevantem Handeln zu bewegen, können ineffektiv sein, wenn dies zu Rationalisierung des eigenen Verhaltens, Ablehnung, und Verärgerung über die versuchte Manipulation führt. Dennoch ist es möglich, dass dem Betroffenen die Nachrichten die Schuldgefühle hervorrufen zwar nicht gefallen, diese Nachrichten aber dennoch einen Effekt zeigen.

#### Positive Auswirkungen von Engagement für den Klimaschutz
Auch hat sich gezeigt, dass das Engagement für den Klimaschutz positive psychische Folgen haben kann, wie zum Beispiel einer Zunahme an positiven Coping-Erfahrungen, Sinnerleben und Zufriedenheit.

## Anpassung an den Klimawandel
Die Adaptation oder Anpassung an die globale Erwärmung kann sowohl geplante als auch spontane Reaktionen auf tatsächliche oder erwartete klimatische Veränderungen oder deren Folgen umfassen. Forschung zur Adaptation bezieht sich meist auf strukturelle Veränderungen (z. B. Bauvorhaben, Pläne zur Trinkwasserversorgung), die psychologische Anpassung an den Klimawandel wurde bislang noch kaum untersucht. Die Evolutionäre Psychologie versteht unter Adaptation Eigenschaften, die menschliches Überleben und Fortpflanzung sicherstellen (z. B. Eigenschaften, die die Partnerwahl beeinflussen). Darüber hinaus bezieht sich Adaptation auf spezifische psychologische Reaktionen, z. B. die Habituation an verschiedene Reize (z. B. Lärm) oder spezielle Arten von Bewältigungsreaktionen bei der Anpassung an die physikalische Umwelt, einschließlich Naturkatastrophen. Adaptation im psychologischen Sinne bezieht sich hierbei vor allem auf intrapsychische (z. B. die Einschätzung von Situationen, affektive Reaktionen, und Motivationen) und soziale Prozesse (z. B. Sinnfindung, soziale Vergleiche, soziale Konstruktbildung, und soziale Verstärkung der Risikowahrnehmung), die beeinflussen, wie Menschen und Gemeinschaften auf herausfordernde Umstände reagieren (z. B. kognitive Neueinschätzung, Rückzug, Emotionsmanagement).S. 52 ff.
Die APA-Task Force on the Interface Between Psychology and Global Climate Change postulierte ein Modell zur psychologischen Anpassung an den Klimawandel, das auf verschiedenen psychologischen Modellen beruht, unter anderem den Stress-Bewältigungs-Modellen der Gesundheitspsychologie (z. B. dem Stressmodell von Lazarus) und dem Health-Belief-Modell. Das Modell umfasst folgende Komponenten:
1. Auslöser des Adaptationsprozesses (Stressoren): Direkte, indirekte oder mediierte Erfahrungen mit den Folgen des Klimawandels
2. Reaktionen auf diese Erfahrungen:
  1. Bedrohungseinschätzung (Primary Appraisal nach Lazarus; z. B. Wahrnehmung von Risikowahrscheinlichkeit, Schwere, Vulnerabilität und Resilienz)
  2. Bewältigungseinschätzung (Secondary Appraisal nach Lazarus; z. B. Selbstwirksamkeitserwartung, Ergebniserwartung, Kosten und Nutzen, situationale Einschränkungen, Stärke der Gemeinschaft)
  3. Attributionen
  4. Affektive Reaktionen (z. B. Angst, Hoffnung)
  5. Motivationale Prozesse (z. B. Selbstschutz, Unsicherheitsreduktion)
3. Bewältigungsreaktionen (Coping)
  1. Intra-psychische Reaktionen (z. B. Abstumpfung; kognitive Neueinschätzung, etwa des Risikos; Emotionsregulation)
  2. Verhaltensreaktionen (z. B. Informationssuche; Suche nach sozialer Unterstützung; Kompensationsverhalten, etwa Änderung der Struktur des Lebensraums; Klimaschutz; Beteiligung an gemeinschaftlichen Aktionen)
4. Auswirkungen auf Individuum und Gesellschaft

## Psychische Barrieren, die Verhaltensänderungen zur Begrenzung des Klimawandels behindern
In einer Studie unter Beteiligung des Potsdam-Institutes für Klimafolgenforschung wurden folgende Gründe erwähnt, die bei Inaktivität in Bezug auf die globale Erwärmung eine Rolle spielen könnten:
- Unwille, persönlichen Komfort und Lebensstil-spezifischen Konsum aufzugeben („comfort interpretation“)
- Verweis auf die Allgemeinheit („tragedy-of-the-commons interpretation“), z. B. dass die Handlung eines Einzelnen nicht viel bewirkt oder dass andere auch nichts tun
- Annahme, dass eine höhere Instanz (Regierung etc.) sich darum kümmern wird („managerial-fix interpretation“)
- Misstrauen gegenüber der Regierung („governance-distrust interpretation“), z. B. dass man selbst nicht viel tun kann, solange die Wirtschaft so mächtig ist

Eine Zusammenfassung psychischer Barrieren, die einer Verhaltensänderung in Richtung Klimaschutz entgegenstehen können, liefert auch Robert Gifford, Psychologe an der University of Victoria. Er beschrieb hierbei – auf der Grundlage der Fachliteratur zu dem Thema – sieben „Barrieren“, die sich in unterschiedlicher Form manifestieren können:
- begrenzte kognitive Fähigkeiten (Schwierigkeit des „antiken“ menschlichen Gehirns, mit räumlich und zeitlich entfernten und komplexen Sachverhalten umzugehen; Unwissenheit; „ökologische Unempfindsamkeit“; Unsicherheit; Unterschätzung zukünftiger Risiken; Neigung zum Optimismus; mangelnde wahrgenommene Verhaltenskontrolle/Selbstwirksamkeit)
- Ideologien (kapitalistische Weltsicht, Glaube an übernatürliche Kräfte, Technikglaube, Rechtfertigung des bestehenden Systems)
- Vergleiche mit Anderen (sozialer Vergleich, soziale Normen und Netzwerke, wahrgenommene Ungleichheit)
- Abwägen der Investition (finanziell, Verhaltensänderungen, Konflikte mit Werten und Zielen, mangelnde Bindung an einen Ort)
- Abwertung (Misstrauen, politische Ziele werden als unangemessen wahrgenommen, Verleugnung, Reaktanz)
- wahrgenommene Risiken bzw. Risikowahrnehmung (funktional, körperlich, finanziell, sozial, psychisch, verlorene Zeit)
- Verhalten („Tokenism“: leichter umsetzbare Verhaltensänderungen werden zuungunsten effektiverer Maßnahmen bevorzugt; „Rebound-Effekt“, z. B. vermehrtes Autofahren mit benzinsparendem Auto)